# Glomera confusa
Glomera confusa är en orkidéart som beskrevs av Johannes Jacobus Smith. Glomera confusa ingår i släktet Glomera och familjen orkidéer. Inga underarter finns listade i Catalogue of Life.